# Северен гребенест тритон
Северен гребенест тритон (Triturus cristatus), също голям гребенест тритон, е вид саламандър от род Тритони, разпространен в по-голямата част от Европа и части от Азия.
В по-старата литература този вид е наричан Голям гребенест тритон и е включвал подвидовете: южен, дунавски, македонски и италиански гребенест тротон. Сега те са обособени като самостоятелни видове.

## Разпространение
Големият гребенест тритон се среща в Континентална Европа, с изключение на Пиренейския полуостров, Южна Франция, северните части на Скандинавския полуостров и Русия.
През 2005 г. за първи път този вид е забелязан в България. Неговите находища са в Западна Стара планина и Врачански Балкан до надм.височина 1400 m. Счита се, че това е най-южното находище на вида.
Живее в слабо обрасли с подводна растителност водоеми. Предпочита слабопроточни и стоящи води с дълбочина над 0,5 m.

## Начин на живот и хранене
Храни се с червеи, охлюви, ларви на насекоми и други дребни членестоноги.
Снася 200-400 яйца, които залепват за подводната растителност. Ларвите се излюпват след 2 седмици, а метаморфозата трае около 3 месеца.